# Conviction (film)
Pour les articles homonymes, voir Conviction (homonymie).
Pour plus de détails, voir Fiche technique et Distribution.
Conviction est un film de procès américain réalisé par Tony Goldwyn et sorti en 2010.

## Synopsis
Le film raconte l'histoire de Betty Anne Waters, une magnifique jeune  femme et mère de deux enfants qui voit son frère Kenny arrêté pour le meurtre d'une femme et condamné à perpétuité en 1983. Après l'arrestation de son frère, Betty Anne a décidé  de consacrer sa vie entière à des recherches et enquêtes pour prouver l’innocence de celui-ci. Pour ce combat, elle décide de reprendre ses études à l'université afin d’obtenir un diplôme de droit tout en reprenant l'enquête en tant qu'avocate.
Ce film est tiré de faits vécus.

## Fiche technique
- Titre : Conviction
- Réalisation : Tony Goldwyn
- Scénario : Pamela Gray
- Musique : Paul Cantelon
- Directeur de la photographie : Adriano Goldman
- Montage : Jay Cassidy
- Distribution des rôles : Kerry Barden, Carrie Ray et Paul Schnee
- Création des décors : Mark Ricker
- Direction artistique : Stephanie Gilliam
- Décorateur de plateau : Rena DeAngelo
- Création des costumes : Wendy Chuck
- Producteurs : Tony Goldwyn, Andrew S. Karasch et Andrew Sugerman
- Coproducteurs : Ed Cathell III et Dama Claire
- Producteurs exécutifs : Markus Barmettler, Anthony Callie, Alwyn Kushner, Myles Nestel, Tim Smith et Hilary Swank
- Sociétés de production : Pantheon Entertainment Corporation, Oceana Media Finance, Innocence Productions, Longfellow Pictures, Prescience Films et Prescience
- Société de distribution :  Fox Searchlight Pictures,  20th Century Fox
- Budget : 12,5 millions de dollars
- Format : 1.85:1 - 35mm - Couleur - Son Dolby Digital
- Genre :Biopic et drame
- Pays de production :  États-Unis,  Suisse et  Royaume-Uni
- Durée : 107 minutes
- Dates de sortie en salles : 
  - États-Unis : 15 octobre 2010
  - Belgique 1er décembre 2010
  - France 16 mars 2011

## Distribution

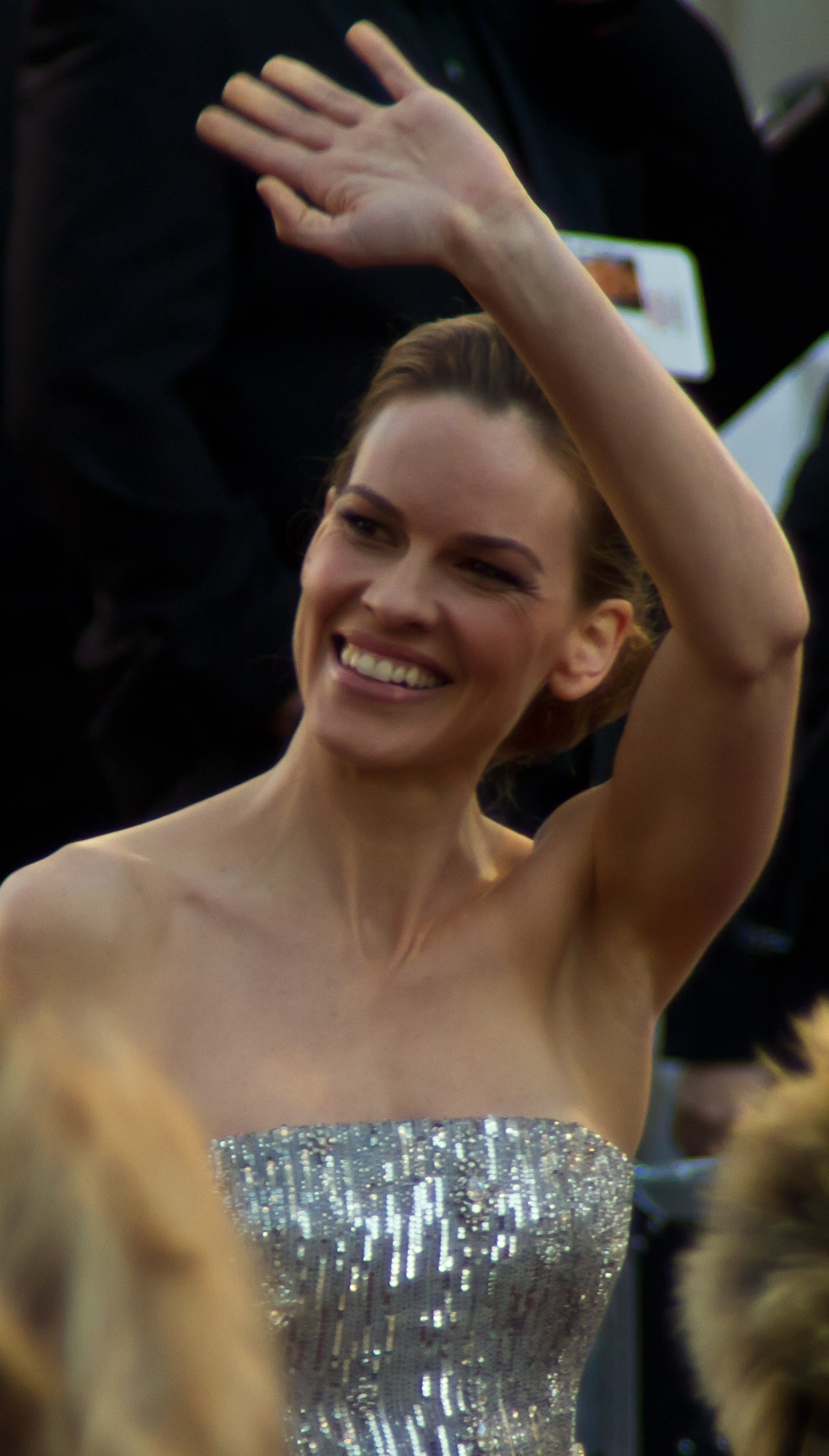
L'actrice principale Hilary Swank aux Oscars 2011.

- Hilary Swank (VF : Marjorie Frantz) : Betty Anne Waters
- Sam Rockwell (VF : Joël Zaffarano) : Kenny Waters
- Minnie Driver (VF : Marie-Ève Dufresne) : Abra
- Melissa Leo (VF : Caroline Beaune) : Nancy Taylor
- Loren Dean (VF : Stéphane Pouplard) : Rick Miller
- Jennifer G. Roberts : Massachusetts Attorney General Martha Coakley
- Clea DuVall (VF : Anne Mathot) : Brenda Marsh
- Juliette Lewis (VF : Isabelle Leprince) : Roseanna Perry
- Peter Gallagher (VF : Tony Joudrier) : Barry Scheck
- Conor Donovan (VF : Arthur Pestel) : Richard Miller
- Owen Campbell (VF : Gabriel Bismuth-Bienaimé) : Ben Miller
- Bailee Madison : Betty Anne Waters, jeune
- Michael Liu (VF : Anatole Thibault) : Huy Dao

Source et légende : Voxofilm